# Hatsukaichi
Hatsukaichi (jap. 廿日市市 Hatsukaichi-shi) – miasto portowe w zachodniej części Morza Wewnętrznego (Seto-naikai, dosł. Wewnętrzne Morze Cieśnin), w Japonii, na wyspie Honsiu (Honshū), w prefekturze Hiroszima (Hiroshima).
Hatsukaichi jest najbardziej znane ze swojej historii jako nadmorski targ i brama do chramu Itsukushima na wyspie Miyajima. Nazwa miasta wywodzi się od tradycyjnego, od okresu Kamakura (1185–1333), targu (市, ichi) produktów spożywczych, organizowanego 20. dnia (廿日, hatsuka) każdego miesiąca.  

## Itsukushima (Miyajima)
W granicach administracyjnych Hatsukaichi znajduje się główna atrakcja regionu, wyspa Itsukushima (Itsuku-shima) powszechnie znana jako Miyajima (Miya-jima), która słynie z chramu shintō i jego wielkiej bramy torii, zaliczanego do słynnych „trzech japońskich pejzaży” (Nihon-sankei), pozostałe dwa to: zatoka Matsushima i mierzeja Ama-no-hashidate.
W 1923 roku cała Miyajima została wyznaczona przez rząd jako miejsce o znaczeniu historycznym i niezwykle pięknym krajobrazie, a w 1950 włączona do Parku Narodowego Seto Naikai. W 1996 chram Itsukushima został wpisany na Listę światowego dziedzictwa UNESCO.

## Muzeum Sztuki Umi-Mori
Muzeum Sztuki Umi-Mori (Umi-no-mieru-mori Bijutsukan, Umi-Mori Art Museum) jest usytuowane na zboczu wzgórza, naprzeciwko wyspy Miyajima, z widokiem na Morze Wewnętrzne. Obejmuje obrazy m.in. takich malarzy, jak Seihō Takeuchi (1842–1942) i innych współczesnych japońskich artystów. Prezentowane są tam: flakony perfum z Europy, drzeworyty z okresu dynastii Qing w Chinach oraz japońskie zwoje emaki-mono. Muzeum organizuje warsztaty i prowadzi działania edukacyjne, które dają zwiedzającym okazję poznania artystycznego i kulturowego dziedzictwa różnych krajów i regionów.

## Kendama
Kendama (bilboquet, cup-and-ball, ball in a cup, ring and pin) to tradycyjna zabawka, która dotarła do Japonii prawdopodobnie poprzez Holendrów (zob. Dejima) w okresie Edo. Obecna jej postać wywodzi się z Hatsukaichi, historycznie związanego z transportem drewna i rzemiosłem drewnianym, o czym świadczy piękno chramu Itsukushima. 
Uważa się, że historia tej zabawki sięga starożytnych Chin, ale w rzeczywistości istnieją zapisy z XVI-wiecznej Francji jako rozrywce dzieci z rodzin arystokratycznych. Istnieje także opinia, że w dawnych czasach używano jej również do treningu myśliwskiego.
W okresie Meiji (1868–1912) mieszkańcy miasta rozpoczęli produkcję różnych drewnianych zabawek metodą toczenia drewna. Turyści odwiedzający Miyajimę chętnie kupowali je jako pamiątki.
W 1918 roku pewien rzemieślnik ulepszył dawną formę kendamy i stworzył tę znaną dzisiaj. Trzy lata później założył fabrykę drewnianych zabawek. Po zmiennych okresach popularności i braku zainteresowania władze miasta i rzemieślnicy postanowili przywrócić modę na tę tradycyjną zabawkę zręcznościową. Od 2011 roku zabawka jest dystrybuowana do wszystkich klas pierwszych szkół podstawowych.
W 1979 roku odbył się pierwszy w historii ogólnokrajowy turniej kendamy. Od 2000 roku miasto Hatsukaichi promuje się jako „miejsce narodzin kendamy”. Swoje wysiłki zwróciło na entuzjastów z zagranicy, zwłaszcza z Ameryki, tworząc pierwszy w historii „Puchar Świata Kendama” w 2014 roku. Od tego czasu turniej odbywa się co roku. Ze względu na pandemię przeniósł się czasowo do serwisu internetowego, ale w 2022 roku w Hatsukaichi uczestnicy częściowo powrócili do bezpośredniego współzawodnictwa o mistrzostwo świata.

## Położenie
Hatsukaichi graniczy z miastami: Hiroszima, Ōtake, Iwakuni, Masuda.

## Historia
Miasto otrzymało rangę administracyjną 市 (-shi) w 1988 roku.

## Galeria

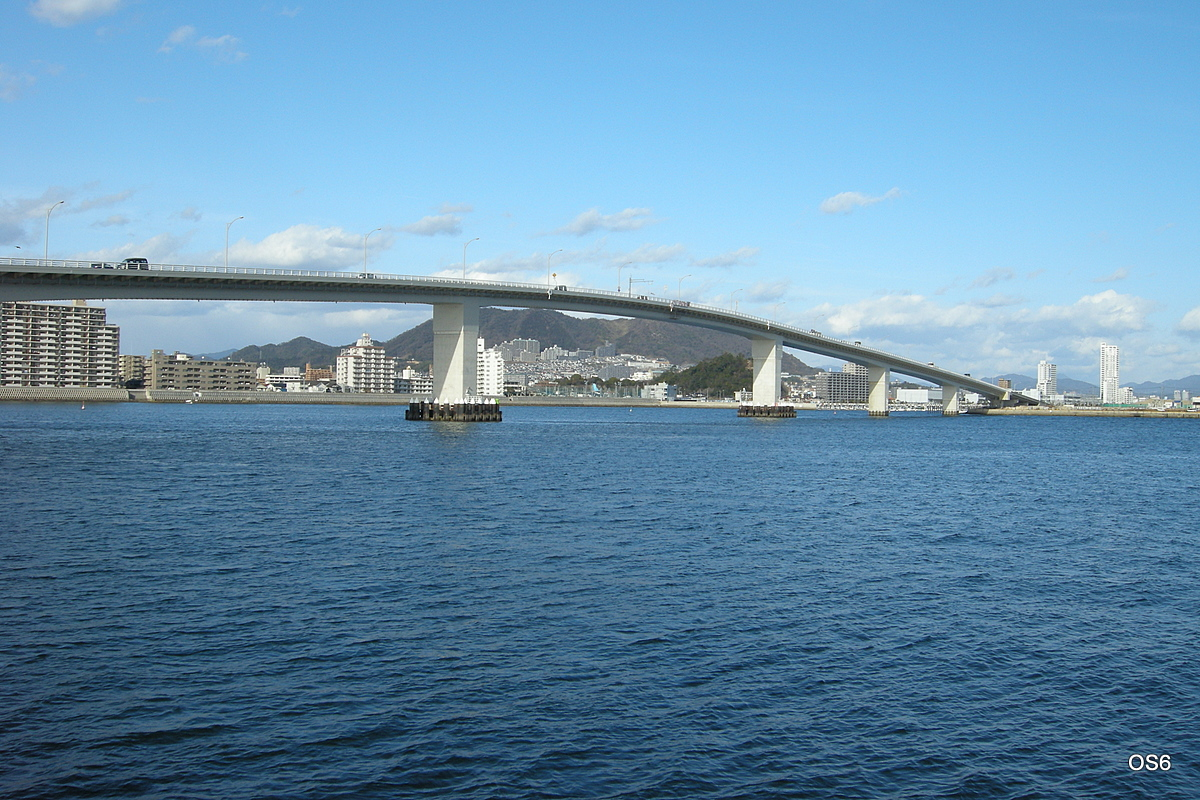
Most łączący Hatsukaichi i Hiroszimę
Torii chramu Itsukushima
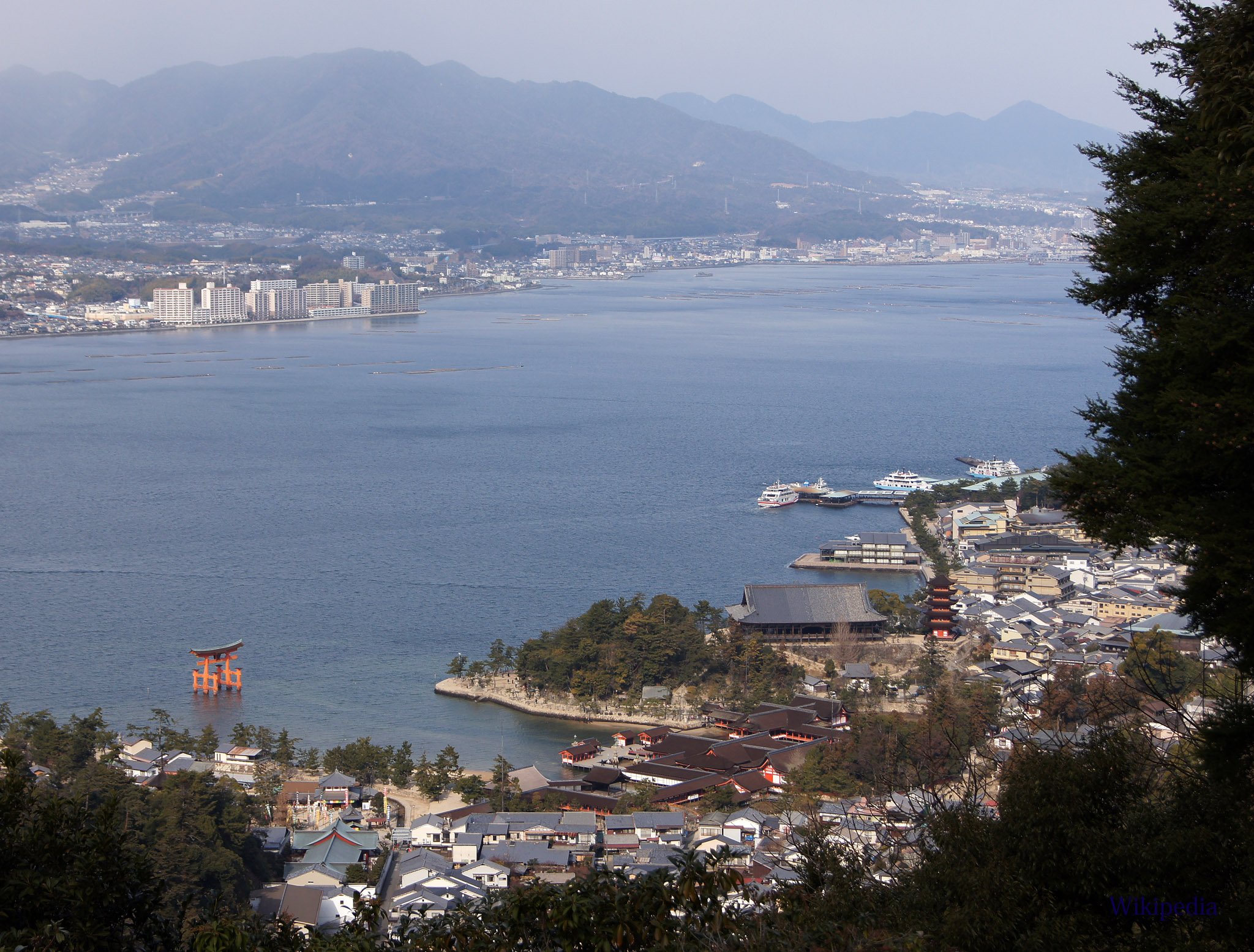
Widok z góry Misen na chram Itsukushima w dole i miasto Hatsukaichi na przeciwnym brzegu
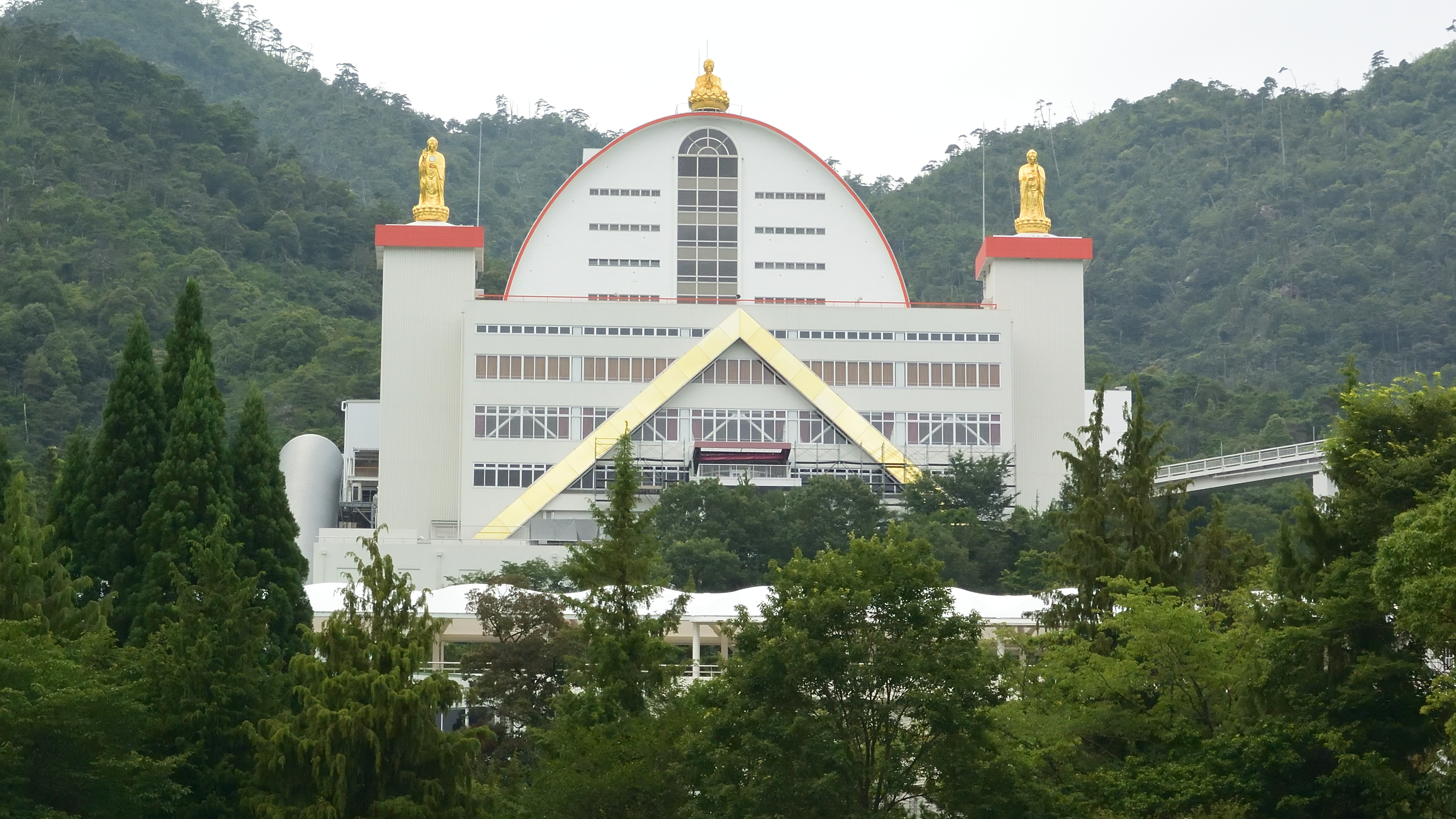
Muzeum sztuki Umi-Mori Art Museum
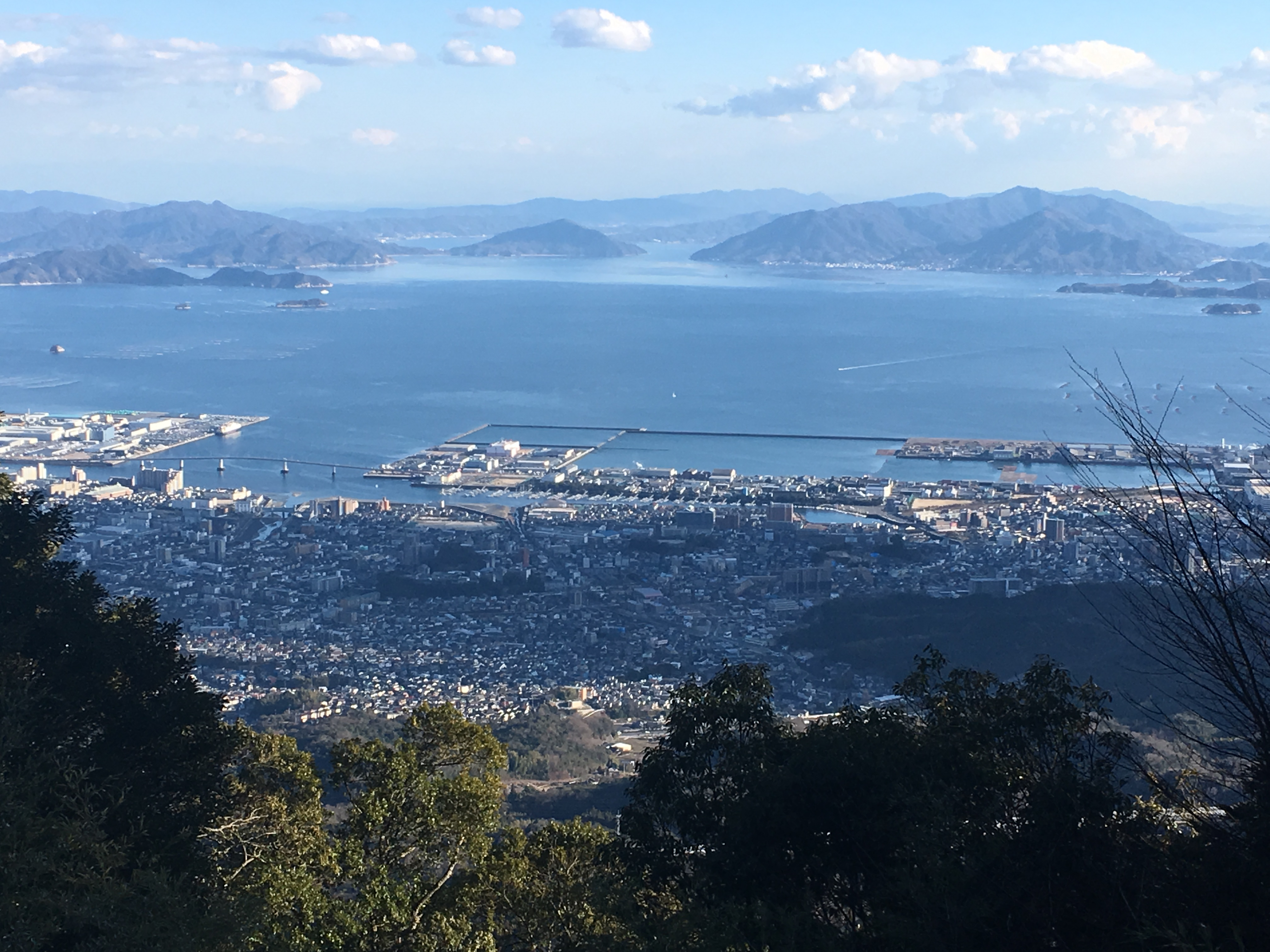
Wyspy na Morzu Wewnętrznym widziane ze świątyni Gokuraku-ji w Hatsukaichi
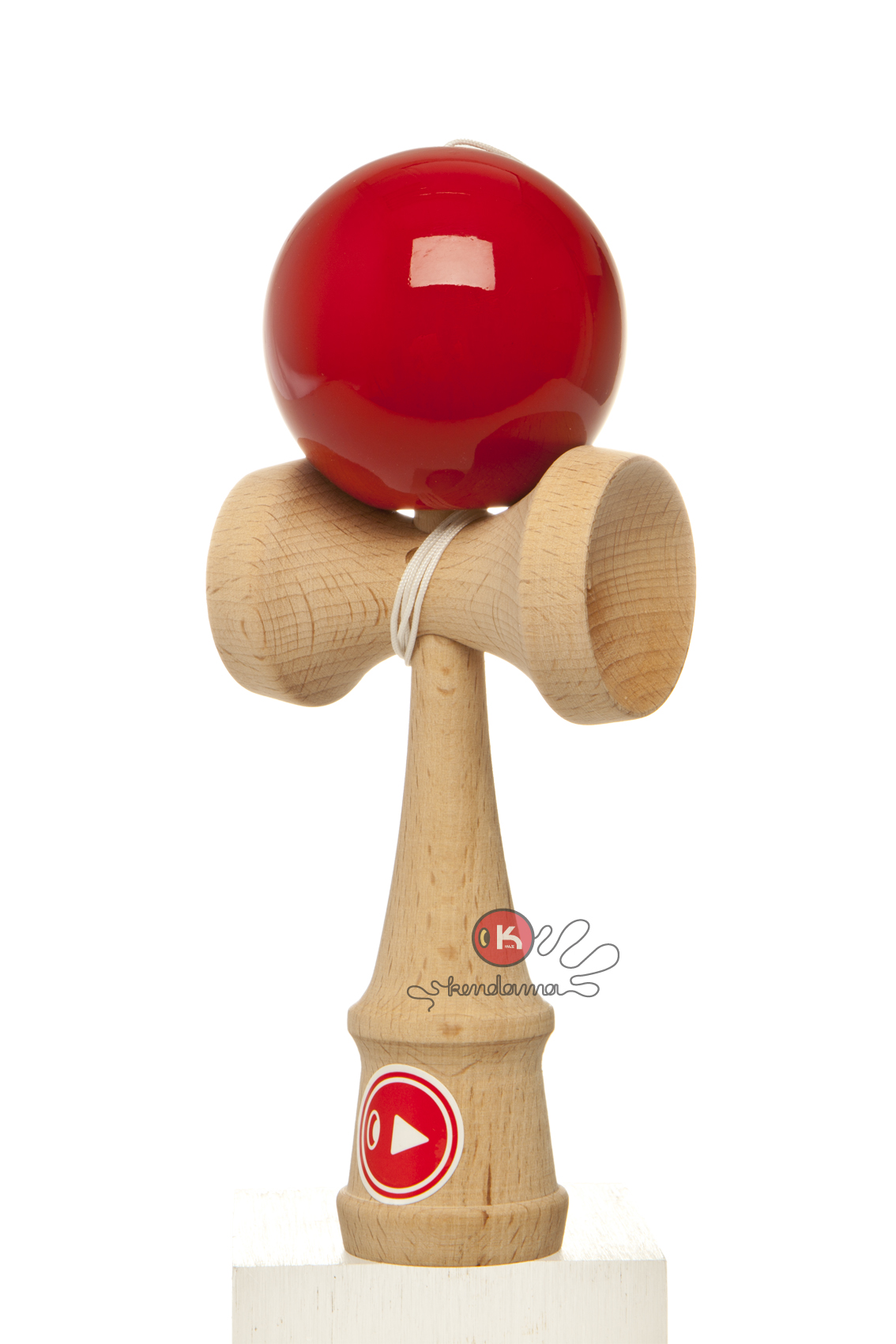
Kendama